# HBTQ-rättigheter i Kap Verde

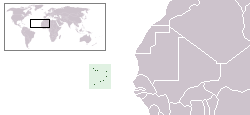

Detta är en artikel om HBTQ-rättigheter i Kap Verde. Homosexuella, bisexuella och transpersoner i Kap Verde ställs inför juridiska utmaningar som inte drabbar icke-HBTQ-invånare. Sexuella handlingar mellan personer av samma kön är lagliga i Kap Verde för både män och kvinnor, men samkönade par och familjer bestående av personer av samma kön har inte samma rättsliga skydd som olikkönade par.

## Lagar om samkönade sexuella handlingar
Sedan 2004 är sexuella relationer mellan personer av samma kön lagliga i Kap Verde. Den lägsta åldern för sexuellt samtycke är 14 år.

## Skydd mot diskriminering
Diskriminering på grund på sexuell läggning är förbjuden enligt artiklarna 45 och 406 i arbetslagen sedan 2008.

## Levnadsvillkor
I likhet med andra före detta portugisiska kolonier i Afrika betraktas Kap Verde som ett av de mest toleranta länderna i Afrika när det gäller homosexuella och lesbiska.
USA:s utrikesdepartements rapport om mänskliga rättigheter från 2010 konstaterade att: “De rättsliga bestämmelserna har bidragit till att ge skydd för homosexuellt beteende, men social diskriminering baserad på sexuell läggning eller könsidentitet är fortfarande ett problem. Det finns inga aktiva organisationer för lesbiska, homosexuella, bisexuella eller transpersoner i landet.”

## Allmän opinion
En opinionsundersökning från Afrobarometer år 2020 visade att 80% av Kap Verdes befolkning skulle välkomna eller inte ha något emot att ha en homosexuell granne. Kap Verde var ett av endast fyra afrikanska länder i undersökningen där en majoritet visade sig vara positiv, tillsammans med Sydafrika (70%), Mauritius (56%) och Namibia (54%).